# Escadron d'hélicoptères 3/67 Parisis
 (novembre 2020).
Si vous disposez d'ouvrages ou d'articles de référence ou si vous connaissez des sites web de qualité traitant du thème abordé ici, merci de compléter l'article en donnant les références utiles à sa vérifiabilité et en les liant à la section « Notes et références ».
L'escadron d'hélicoptères 3/67 Parisis est une unité d'hélicoptères de l'armée de l'air basée sur la BA 107 de Villacoublay en région parisienne. 
La ville d'Issy-les-Moulineaux est marraine de l'unité.

## Historique
Le 3/67 est créé sur sa base actuelle de Villacoublay le 1er octobre 1964. Il reprend le nom Parisis de l'ancien Escadron de Chasse 1/10 Parisis de la 10e escadre de chasse. Son insigne, Pégase, est repris de celui de la SPA 99.
Doté d'Alouette II et d'Alouette III, l'escadron vient essentiellement en soutien logistique de l'État-major de la deuxième Région aérienne, et des autres états-majors stationnés alors à Villacoublay et en Ile-de-France (Taverny, Paris-Victor, Brétigny). Il soutient également les détachements héliportés mis en place au sein des 6e et 43e BIMa.
En 1988, l'Affaire du Baron noir va définitivement orienter l'activité de l'unité vers une nouvelle mission: les MASA (Mesures actives de sûreté aérienne) assurées d'abord en Alouette III équipée d'une caméra thermique, puis en Fennec.
De 1996 à 2005, à la suite de la dissolution du GLAM, l'escadron se vit adjoindre une escadrille supplémentaire équipée des trois Super Puma dont la mission était le transport des hautes autorités de l'État. Ils ont été transférés à l'escadron de transport 60.
En 2017, l'escadron est devenu le parrain de la 70e promotion des Classes de l'Air, constituée des élèves de CPGE de l'École des Pupilles de l'air.

## Bases
- Base aérienne 107 Villacoublay

## Appareils
- Sikorsky H-34 (de 1964 à 1970)
- Alouette II (de 1970 au 7 juin 1991)
- Alouette III (à partir de 1973)
- AS355F1 Écureuil (à partir de 1985)
- Depuis juillet 1990, l'escadron, utilise une "version militaire" de l'Écureuil, cette version, appelée AS 555 Fennec, dispose de 2 moteurs et a un espace plus modulable. Cet appareil a une charge à vide de 1,7 tonne et une charge maximale de 2,6 tonnes. Il peut être équipé d'un treuil, ainsi que d'un canon de 20 mm (non utilisé en France métropolitaine sur cet appareil). Il est particulièrement maniable, ce qui lui permet une intervention en moins de 7 min sur Paris. Il a une vitesse maximale de 150 nœuds.
- AS332 Super Puma (de 1996 à 2005)